# Fanodem
Fanodem (grec antic: Phanodemus, llatí: Φανόδημος) fou un geògraf i mitògraf grec.
Va ser l'autor d'una obra sobre les llegendes i antiguitats de l'Àtica, els autors de les quals rebien el nom d'atidògrafs. L'època i lloc de naixement de Fanodem són incerts. Hom ha conjecturat, a partir d'un passatge de Procle, que hauria viscut abans de l'època imperial romana, car l'esmenten el gramàtic Dídim i Dionís d'Halicarnàs. Segons el filòleg i historiador dels clàssics Felix Jacoby, hauria viscut al segle iv aC, i hauria estat el pare de l'historiador Diïl·los.
El seu lloc de naixement podria haver estat Tarent, però també és possible que hagués nascut a Icos, una de les Espòrades, sobre la qual va escriure un llibre. En qualsevol cas, mostra un gran entusiasme i admiració per la grandesa de l'Àtica.
Hom cita tres obres de Fanodem, però la primera va ser sens dubte la més important:
- Ἀτθίς (sobre l'Àtica), en almenys 9 llibres. Eli Harpocració en parla, i també Ateneu de Nàucratis i Plutarc.
- Δηλιακά (Sobre Delos), citada per Eli Harpocració.
- Ἰκιακά (sobre l'illa d'Icos), que menciona Esteve de Bizanci.[1]